# Інспектор поліції
Інспектор (англ. Inspector) — звання у поліції багатьох державах із немілітаризованою системою званнів (рангів). Розповсюджене в Великій Британії, а також в багатьох державах Британської співдружності, які використовують британську систему рангів поліції (Австралія, Гонконг), а також в деяких інших державах (Італія).
Якщо порівнювати звання інспектора з військовими званнями то його аналогом може бути: майор (Канадська королівська кінна поліція), капітан (Австралія) чи лейтенант (Велика Британія).

## Знаки розрізнення інспектора

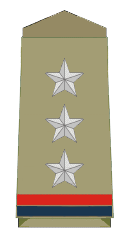
Поліція Індії
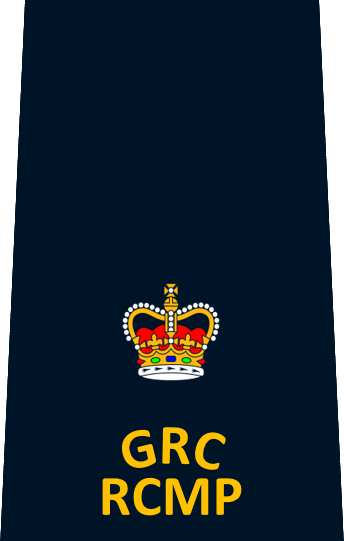
Канадська королівська кінна поліція
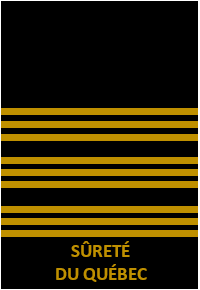
Поліція провінції Квебек (Канада)
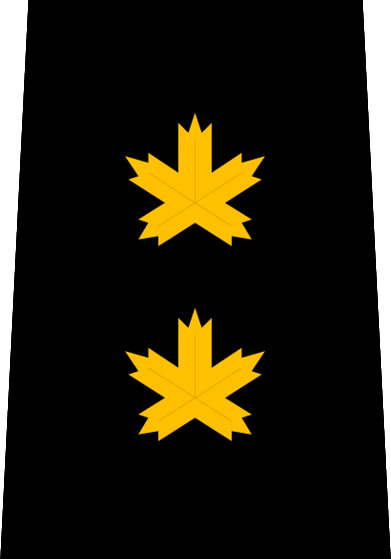
Поліція Торонто, Оттави, Кобурга, Кінгстона (Канада)
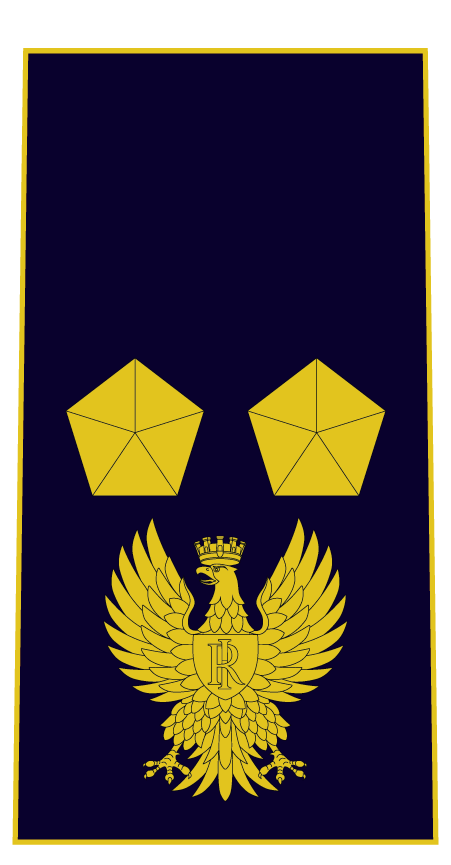
Поліція Італії
Поліція Великої Британії
Спеціальні констебльства поліції Великої Британії
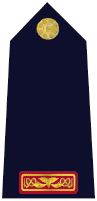
Поліція Ірландії
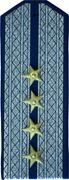
Інспектор 1-го ступеню поліції Болгарії
Поліція Хорватії
Поліція Норвегії
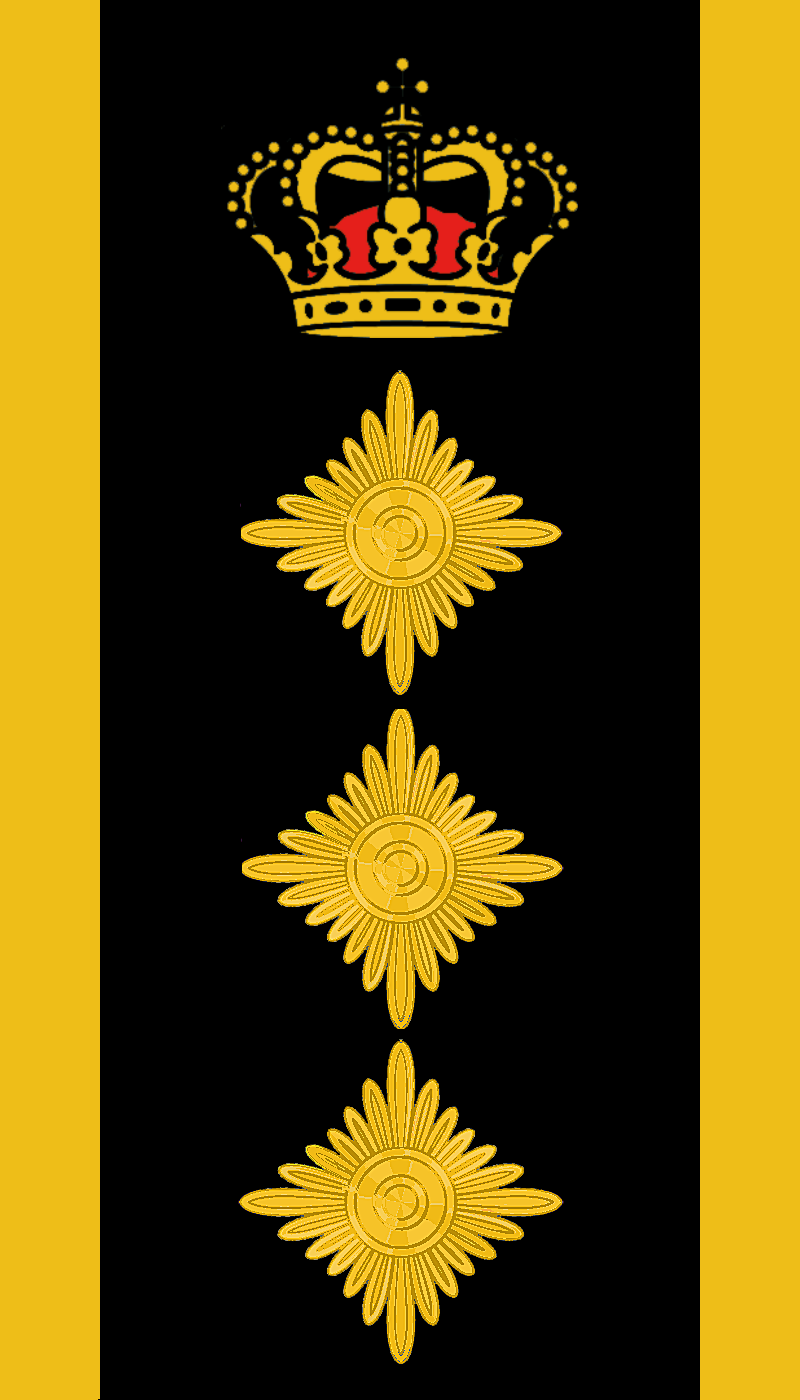
Поліція Данії

## Інспектори за країною

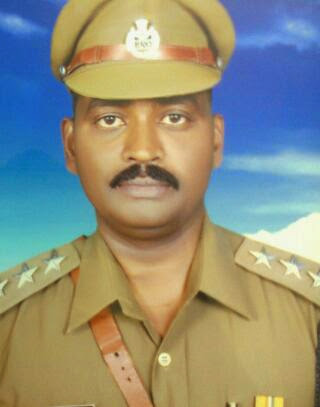
Інспектор поліції Індії

### Велика Британія
У британській поліції інспектор старший за сержанта та молодший за головного інспектора.
Звання здебільшого є оперативним співробітниками. Уніформовані інспектори часто несуть відповідальність за нагляд за зміною службових обов'язків, складених констеблями та сержантами, або виконують функції спеціалістів, таких як нагляд за дорожньою поліцією.
Звання інспектора існує з моменту заснування Столичної поліції, відповідно до Закону про столичну поліцію 1829 року, коли він був безпосередньо нижче, ніж суперінтендант. У багатьох поліцейських формуваннях Британської співдружності також використовується це звання.
На погонах інспекторів які одягнені в однострої, на відміну від констеблей та сержантів, не показуються номер відділення (дивізіону) або особистий ідентифікаційний номер, замість того на погонах присутні дві зірки Лазні, як і у армійського лейтенанта.
У Столичній поліції це звання раніше мало назву станційний інспектор, щоб мати різниці від вищого звання субдивізійний інспектор (скасовано у 1949 році). До 1936 року станційний інспектор носив одну зірку на своїх погонах, коли змінилися знаки розрізнення на зірку над двома смужками, носії нового звання, молодший станційний інспектор, носили зірку над однією смужкою.

### Австралія
В австралійських поліцейських силах звання інспектора, як правило, є наступним, більш вищим званням за старшого сержанта і нижчим ніж суперінтендант (у випадках поліції Квінсленду та поліції Західної Австралії). Носії звання, зазвичай носять погони з трьома срібними зірками, як у армійського капітана.
Окрім загального звання інспектора, деякі сили поліції використовують інші звання, такі як інспектор-детектив та дистриктний інспектор.

### Канада
У більшості служб канадської поліції ранг інспектора є першим вище, ніж штаб-сержант, та зазвичай нижче за звання суперінтенданта. Старші інспектори мають високе адміністративне звання в поліції Канади і вважаються першим рівнем вищого керівництва.

#### Штабний інспектор
Провінційні поліцейські служби та більшість муніципальних служб поліції, такі як поліцейська служба Торонто, мають ранг штабного інспектора, який займає положення вище інспектора та нижче суперінтенданта.

### Гонконг
У поліції Гонконгу інспектор (включаючи випробувального інспектора, старшого інспектора та субінспектора), це звання вище від станційного сержанта, але молодше від головного інспектора, що веде підрозділ у поліції. Знаки розрізнення випробувального інспектора — одна срібна зірка на погоні; дві срібні зірки у інспектора поліції; дві срібних зірки та одна планка для старшого інспектора поліції. Знак головного інспектора на погонах — три срібні зірки. На погонах усіх інспекторів не вказується їх особистий ідентифікаційний номер. Інспектори детективи у цивільному одязі мають приставку «детектив», яка ідентифікує їх як підготовлених у кримінальному розслідуванні та є частиною департаменту карного розшуку (CID) або Бюро по справах організованої злочинності (OCTB).
Департамент митної та акцизної справи також має звання інспектора, але використовуються бронзові зірки та планки.
Крім того, є інспектори охорони здоров'я з Управління гігієни харчових продуктів та довкілля, які проводять розслідування та судові переслідування щодо санітарних порушень та порушень харчової діяльності згідно з відповідними постановами. Вони характеризуються золотими зірками на знаках розрізнення.

### США
У США термін інспектор може мати дуже різні значення залежно від правоохоронного органу.

#### Муніципальна (міська) поліція
Інспектор департаменту муніципальної поліції США, є старшим керівником, аналогічним суперінтенданту або головному суперінтенданту поліції країн Британської співдружності. Це також може бути титулом, який має керівник детективів.
У Департаменті поліції Нью-Йорка заступник інспектора на один клас вище, ніж капітан, який використовує знаки розрізнення як у військового майора, а інспектор — на (ранг ще на штабель вище) використовує знаки розрізнення як у військового полковника. у Філадельфійському відділі поліції штабний інспектор — це ступінь вище капітана, а інспектор — ще від нього на один клас, зі знаками підполковника, вище якого знаходиться звання головного інспектора і який використовує знаки розрізнення як у військового полковника. Інспектор також на два ступені вище від капітана в департаменті поліції округу Нассау і Суффолкському окружному відділі поліції.
Звання інспектора рідше використовується як звання, яке розташовується на один ранг вище за капітана, наприклад, у Столичному департаменті поліції округу Колумбія. Це еквівалентно майору чи командеру в інших підрозділах. До 1974 року в департаменті поліції Лос-Анджелесу було присутнє звання інспектора, поки його не замінили на звання командера.
У поліцейських управліннях Гейварду, Каліфорнії, Оклагома-Сіті і раніше в Берклі (Каліфорнія) інспектор був рангом еквівалентним старшому детективу.
У Департаменті поліції Сан-Франциско інспектор є звичайним титулом для детектива. На відміну від детективів у більшості інших департаментів, інспектори в Сан-Франциско завжди виконують наглядові обов'язки. Це один з небагатьох сучасних випадків, коли інспектор використовувався як титул для детективів, оскільки багато інших підрозділів поліції чи шерифа, що використовують у цьому контексті звання інспектора, позбулися цього звання. Кілька інших відділів поліції чи шерифа, такі як департамент поліції Портсмута, також використовують цю назву в цій якості.
Назва «інспектор» іноді використовується як назва для слідчих працівників внутрішніх справ у поліції чи підрозділах шерифів, у тому числі в офісі шерифа округу Алахуа (штат Флорида).

#### Поліція штату
У патрулі штату Вісконсин та інших, інспектори — це уповноважені які призначені до підрозділу інспекції безпеки автомобільних перевізників, де вони застосовують закони та правила про вантажні перевезення. Поліція штату Мічиган використовує титул інспектора, за формальне звання. На відміну від муніципальних чи окружних інспекторів, інспектори штату Мічиган, мають ступінь нижче капітана.
Бюро ліцензій та розкрадань департаменту транспортних справ Північної Кароліни використовує звання інспектора для своїх присяжних державних правоохоронців (слідчих). Інспектори цього відомства розслідують крадіжки автотранспорту, право власності та шахрайства, видають державні документи щодо посвідчення особи та посвідчення водія, а також регулюють та перевіряють автосалони, ремонтні майстерні, буксирні та складські приміщення, центри інспекції викидів та безпеки. Комісія з контролю за спиртними напоями в Орегоні використовує звання інспектора для присяжних правоохоронців, які розслідують порушення Закону про боротьбу з алкоголем та інші злочини.

#### Федеральні агентства
У Федеральному бюро розслідувань (ФБР) інспектор — це спеціальний агент, головним обов'язком якого є інспекція місцевих польових відділень та резидентних установ, щоб переконатися, що вони працюють ефективно. Оскільки інспектори ФБР не прив'язані до якогось конкретного польового відомства, то вони раніше використовувались як слідчі, що займалися проблемами у великих справах.
Служба маршалів США та Управління боротьби з наркотиками мають подібні посади, але вони в першу чергу виконують функції слідчих органів внутрішніх справ.
У парковій поліції США замінено звання інспектора на звання майора, який знаходиться між капітаном та заступником начальника.
У Службі поштової інспекції інспектор — це звання, ведене в 1811 році, для карних слідчих, більш відомих як спеціальні агенти у більшості інших федеральних правоохоронних органах.
До 2003 року митна служба США та служба імміграції та натуралізації мали уніформу, співробітників правоохоронних органів називали митними та імміграційними інспекторами. Ці працівники перевіряли та обробляли людей та товари, що надходять до США з-за кордону, на сухопутному кордоні, морському порту чи аеропорту. Вони носили різні види мундирів і мали різні обов'язки, але платили по суті однакові. Після встановлення митної та прикордонної охорони США при об'єднанні вищевказаних відомств інспектори були переведені на посаду митниць та служб охорони кордону та поклали на себе їхні обов'язки.

### Болгарія
У 1991 році в Болгарії, міліція замінюється поліцією. В 2006 році з прийняттям нового закону про МВС, поліцію в Болгарії девоєнізували, звання були скасовані, а замість них введені ранги: генеральний комісар, комісар, головний інспектор, інспектор, старший офіцер поліції, офіцер поліції. Перший ранг мають Генеральний секретар Міністерства внутрішніх справ і директора національних служб, а останній — звичайні поліцейські офіцери.
Ранг інспектора має три ступені і належить до експертного персоналу. Інспектори мають знаки розрізнення схожі на знаки розрізнення молодших офіцерів Збройних сил. На погонах з одним просвітом, розміщується по повздовжній вісі від двох до чотирьох невеличких п'ятипроменевих зірок. Наймолодший ранг експертного персоналу — це інспектор 3-го ступеню (дві зірки на погоні), найстарший ранг — це інспектор 1-го ступеню (чотири зірки).